# Abdelkader Oueslati
Abdelkader Oueslati Kaabi (Décines-Charpieu, Ollioules, Francia, 7 de octubre de 1991) es un futbolista tunecino que juega de extremo y  actualmente se encuentra sin equipo.
Formado en la cantera del Atlético de Madrid, con el que llegó a debutar en Primera División, ha sido internacional con Túnez.

## Trayectoria

### Inicios
Kader Oueslati fue convocado en el verano de 2012 por él, en esos momentos, entrenador del Atlético de Madrid Diego Simeone para realizar la pretemporada del primer equipo del club. Finalmente, no obtuvo ficha con el equipo para la temporada 2012-13 pero sí con el filial. 
Debutó en el primer equipo el 19 de agosto de 2012, sustituyendo a Sílvio en el minuto 74 del empate a uno correspondiente a la primera jornada de Liga contra el Levante UD. El 4 de octubre debutó en la UEFA Europa League en la victoria por uno a cero ante el Viktoria Plzeň.
La temporada 2013-14 la disputó al completo con el equipo filial, siendo uno de sus capitanes y terminando la Liga en la decimosexta posición y teniendo que disputar el playoff para evitar el descenso de categoría. Finalmente, el descenso no se produjo y el filial colchonero pudo permanecer una temporada más en Segunda División B.

### Numancia
El 14 de agosto de 2014 se anunció que Kader era cedido al Numancia durante la temporada 2014-15. Debutó en el primer partido de Liga jugando como titular en la derrota por uno a dos ante el Sporting de Gijón. A lo largo del resto de la Liga Kader fue titular en solo ocho partidos más colaborando a que el equipo terminara en decimosegunda posición.

### Club Africain
A finales de julio de 2015 Kader rescindió su contrato con el Atlético de Madrid y fichó por el Club Africain de su país de origen. Jugó su primer partido con este club el 27 de septiembre en la tercera jornada de Liga; Kader fue titular en la victoria por cinco a cero ante el Kairouan.

## Selección nacional
Ha sido internacional con la selección de fútbol de Túnez. Fue convocado por primera vez el 2 de octubre de 2012 durante la clasificación de la Copa de África, para el partido contra Sierra Leona aunque su debut no se produjo hasta el amistoso que acabó con victoria por cero a uno frente a Egipto el 16 de octubre.

### Participaciones en torneos internacionales
| Torneo                                  | Sede   | Resultado    |
| --------------------------------------- | ------ | ------------ |
| Campeonato Africano de Naciones de 2016 | Ruanda | Disputándose |

## Estadísticas

### Clubes
- Actualizado el 7 de enero de 2016.[4]

| Club                                                                                       | Div           | Temporada     | Liga  | Liga  | Copas nacionales(1) | Copas nacionales(1) | Torneos internacionales(2) | Torneos internacionales(2) | Total | Total | Media goleadora |
| Club                                                                                       | Div           | Temporada     | Part. | Goles | Part.               | Goles               | Part.                      | Goles                      | Part. | Goles | Media goleadora |
| ------------------------------------------------------------------------------------------ | ------------- | ------------- | ----- | ----- | ------------------- | ------------------- | -------------------------- | -------------------------- | ----- | ----- | --------------- |
| Atlético de Madrid · España                                                                |               |               |       |       |                     |                     |                            |                            |       |       |                 |
| 1.ª                                                                                        | 2012-13       | 1             | 0     | 0     | 0                   | 2                   | 0                          | 3                          | 0     | 0     |                 |
| Total club                                                                                 | Total club    | 1             | 0     | 0     | 0                   | 2                   | 0                          | 3                          | 0     | 0     |                 |
| Numancia · España                                                                          |               |               |       |       |                     |                     |                            |                            |       |       |                 |
| 2.ª                                                                                        | 2014-15       | 16            | 0     | 1     | 0                   | -                   | -                          | 17                         | 0     | 0     |                 |
| Total club                                                                                 | Total club    | 16            | 0     | 1     | 0                   | -                   | -                          | 17                         | 0     | 0     |                 |
| Club Africain Túnez                                                                        |               |               |       |       |                     |                     |                            |                            |       |       |                 |
| 1ª                                                                                         | 2015-16       | 9             | 1     | 0     | 0                   | -                   | -                          | 9                          | 1     | 0,11  |                 |
| Total club                                                                                 | Total club    | 9             | 1     | 0     | 0                   | -                   | -                          | 9                          | 1     | 0,17  |                 |
| Total carrera                                                                              | Total carrera | Total carrera | 26    | 1     | 1                   | 0                   | 2                          | 0                          | 29    | 1     | 0,03            |
| (1) Incluye datos de Copa del Rey (2014-15). (2) Incluye datos de Europa League (2012-13). |               |               |       |       |                     |                     |                            |                            |       |       |                 |